# الديارة (الرضمة)

تعديل مصدري - تعديل

الديارة هي إحدى قرى عزلة البكرة بمديرية الرضمة التابعة لمحافظة إب، بلغ تعداد سكانها 347 نسمة حسب تعداد اليمن لعام 2004.